# イクティス
株式会社イクティスは、福岡県福岡市中央区赤坂に本社を置く、パチンコ、スロットホールを主とするレジャー事業の企画運営を行うみぞえグループの企業である。

## 事業
九州、関西地区を中心にパチンコ・スロットホールやスーパー銭湯、レストラン、ゲームセンター、カラオケ、フラワーショップを有するアミューズメント施設の開発、経営を行なっている。

## 沿革
- 1940年（昭和15年）- 福岡県飯塚市に木材商として創業。
- 1964年（昭和39年）- 株式会社溝江商店を設立。
- 1976年 (昭和51年）- 王様パチンコ店（現・ヴィーナスギャラリー飯塚店）を開店（レジャー事業1号店）。
- 1979年（昭和54年）- イクティス創業（現在のヴィーナスギャラリー飯塚）。
- 1988年（昭和63年）- レディラック店（現・ヴィーナスギャラリー福岡店）を開店。
- 1989年（昭和64年）- 別府ベィビィラック店（現・ヴィーナスギャラリー別府Ⅰ店）を開店。
- 1990年（平成2年）- 法人設立。
- 1994年（平成6年）
  - 4月 - ベィビィラック日田店（現・ヴィーナスギャラリー日田店）を開店。
  - 12月 - スロパラ福岡店（現・ヴィーナスギャラリー福岡Ⅱ店）を開店。
- 1999年（平成11年）
  - 福岡市中央区赤坂に本社を移転
  - 10月 - ベィビィラック姫路店（現・ヴィーナスギャラリー姫路店）を開店。
  - 12月 - スロパラ中津店（現・ヴィーナスギャラリー中津店）を開店。
- 2000年（平成12年）- ヴィーナスギャラリー（現・ヴィーナスギャラリー清川店）を開店。
- 2001年（平成13年）- ヴィーナスギャラリー神戸店を開店。
- 2003年（平成15年）- Dマート花北店跡地に、ヴィーナスギャラリー姫路店（現・ヴィーナスギャラリー花北店）を開店。
- 2005年（平成17年）- ヴィーナスギャラリー大阪店が開店。
- 2012年（平成24年）12月 - スロパラⅢ店、ヴィーナスギャラリー藤崎店を開店。
- 2014年（平成26年）- ヴィーナスギャラリーなんば店を開店。
- 2015年（平成27年)
  - 5月 - ヴィーナスギャラリー別府Ⅱ店を開店。
  - 6月 - ヴィーナスギャラリー姫路白浜店を開店。
- 2019年（平成31年）- ヴィーナスギャラリー大分Ⅰ店を開店。

## 店舗展開

### 現行店舗

#### パチンコ･パチスロ併設店
- ヴィーナスギャラリー福岡店 - 福岡県福岡市東区多の津3丁目4番26号
- ヴィーナスギャラリー清川店 - 福岡県福岡市中央区清川2丁目12番8号
- ヴィーナスギャラリー飯塚店 - 福岡県飯塚市川津350-1。イクティスのパチンコ店業態1号店。
- ヴィーナスギャラリー西新店（旧・スロパラ西新）- 福岡県福岡市早良区西新4丁目8番40号
- ヴィーナスギャラリー日田店 - 大分県日田市大字友田986-1
- ヴィーナスギャラリー別府Ⅰ店 - 大分県別府市潮見町6番25号
- ヴィーナスギャラリー別府Ⅱ店 - 大分県別府市北浜2丁目1番24号
- ヴィーナスギャラリー大分Ⅰ店 - 大分県大分市新川町1丁目1番8号
- ヴィーナスギャラリー中津店（旧・スロパラ中津）- 大分県中津市東本町4番3号
- ヴィーナスギャラリー姫路Ⅰ店 - 兵庫県姫路市飾磨区恵美酒270番地
- ヴィーナスギャラリー姫路Ⅱ店 - 兵庫県姫路市飾磨区恵美酒270番地
- ヴィーナスギャラリー姫路白浜店 - 兵庫県姫路市白浜町宇佐崎中3番8号
- ヴィーナスギャラリー花北店 - 兵庫県姫路市増位新町1番6号
- ヴィーナスギャラリー神戸店 - 兵庫県神戸市中央区三宮町1丁目6番15号
- ヴィーナスギャラリー大阪店 - 大阪府大阪市阿倍野区阿倍野筋3丁目10番1-101号

#### スロット専門店
- ヴィーナスギャラリー福岡Ⅱ店（旧・スロパラ福岡）- 福岡県福岡市東区多の津3丁目6番18号
- スロパラⅢ - 兵庫県姫路市飾磨区恵美酒270番地

### 過去に存在した店舗
- レディラック西新→ヴィーナスギャラリー西新 - 福岡県福岡市早良区高取1丁目2番22号 
  - 一旦閉店後、2012年10月25日まではゲームセンター「MGM西新」であったが閉店。2013年1月2日に「ヴィーナスギャラリー藤崎」として再出店した。

- ヴィーナスギャラリー藤崎店 - 福岡県福岡市早良区高取1丁目2番22号
- スロパラ熊本 - 熊本県熊本市上熊本3丁目16番7号
- ヴィーナスギャラリー熊本 - 熊本県熊本市新市街9番1号
- スロパラ西新 - 福岡県福岡市早良区西新4丁目8番40号
- スロパラ貝塚 - 大阪府貝塚市堤178-1
- スロパラⅡ - 兵庫県姫路市飾磨区恵美酒270番地
- ヴィーナスギャラリーなんば店 - 大阪府大阪市中央区千日前2丁目9番7号

## 関連企業
- 溝江建設株式会社
- 株式会社みぞえ住宅
- 株式会社みぞえ
- 株式会社ジー・ピー・エー・コーポレーション
- 株式会社フラワーパーク